# Bleigraue Wegwespe
Die Bleigraue Wegwespe (Pompilus cinereus) ist ein Hautflügler aus der Familie der Wegwespen (Pompilidae). Sie ist die einzige Art ihrer Gattung in Europa.

## Merkmale
Die Tiere erreichen eine Körperlänge von 5 bis 12,5 Millimetern (Weibchen) bzw. 3,5 bis 6 Millimetern (Männchen). Ihr Körper hat eine dunkle Färbung und ist charakteristisch silbergrau bestäubt. Die Mandibeln der Art sind sichelförmig.

## Vorkommen
Die Art kommt in der Paläarktis, Afrika und Südostasien vor. Sie besiedelt sandige Lebensräume ohne Vegetation und auch Küstendünen, wo sie die häufigste Art der Wegwespen darstellt. Die Tiere fliegen in mehreren Generationen von Anfang Juni bis Anfang Oktober. Die Art ist in Mitteleuropa verbreitet anzutreffen.

## Lebensweise
Weibchen der Bleigrauen Wegwespe haben ein für Wegwespen unübliches Verhalten. Sie legen ihre 5 bis 15 Zentimeter tiefen Nester schon vor der Jagd an und fangen ihre Beute erst danach. Dabei handelt es sich meist um Wolfsspinnen, die laufend oder im Sprungflug auf den Sandflächen erbeutet werden. Manchmal werden der Spinne die Beine abgebissen und sie wird, anders als bei den meisten anderen Wegwespen, vorwärts laufend ins Nest gebracht. Während das Nest erneut geöffnet wird, wird die Spinne in einer flachen Mulde abgelegt und leicht mit Sand zugedeckt. Nachdem die Spinne eingetragen worden ist und ein Ei darauf abgelegt wurde, wird das Loch durch Stöße mit dem Hinterleib verfüllt und verdichtet. Die Weibchen graben sich zur Übernachtung Schlafhöhlen, aus denen sie gelegentlich von den Männchen, die nicht graben, vertrieben werden. Die Art wird von der Kuckuckswegwespe Ceropales maculata parasitiert.

## Belege